# Hot toddy

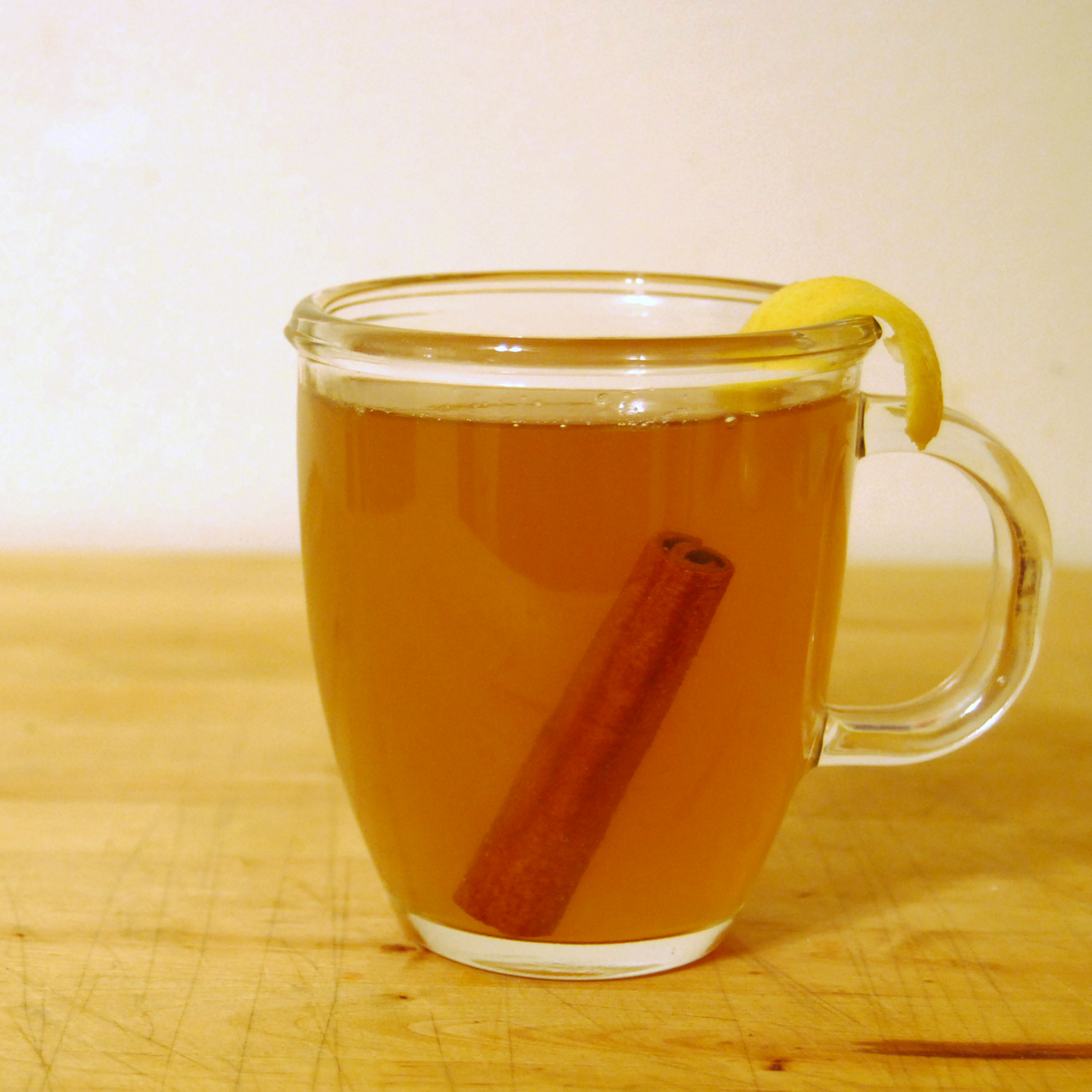
Hot toddy

Hot toddy lub hot to trot totty, hot tottie jak również hot whiskey – popularny w Irlandii i Szkocji drink alkoholowy spożywany na ciepło. 

## Skład
Hot toddy składa się z alkoholu (whisky, rum albo brandy), ciepłej wody lub herbaty oraz miodu lub cukru. Opcjonalnie można dodać plaster cytryny bądź cynamon.

## Zastosowanie
W krajach anglosaskich drink bywa stosowany jako lekarstwo na przeziębienie.

## Pochodzenie nazwy
Słowo toddy pochodzi z języka hindi, w którym oznacza napój ze sfermentowanego soku mlecznego z palmy kokosowej.

## Źródła
- food.com: Przepis na stronie food.com. [dostęp 2017-01-02]. (ang.).